# Districte de Sialkot
El districte de Sialkot (urdú ضلع سیالکوٹ) és una divisió administrativa del Panjab (Pakistan) amb capital a Sialkot. La superfície és de 3.016 km² i la població de 2.723.481 habitants al cens de 1998.

## Administració
Està dividit en quatre tehsils:
- Sialkot
- Daska
- Sambrial
- Pasrur.

## Història
La història llegendària està connectada amb el Raja Salivahan, suposat fundador de la ciutat, i amb el seu fill Rasalu. També molt antiga és la ciutat de Pasrur. El territori va caure en mans dels rage de Jammu. Sota els mogol va formar el sarkar del doab de Rechna de la suba de Lahore. Shah Jahan va concedir el territori a l'enginyer Ali Mardan Khan, que va construir un canal per portar aigua del Chenab als jardins imperials a Lahore.
Després de la mort d'Aurangzeb i amb la invasió de Nadir Shah (1738) un cap rajput de la muntanya, Ranjit Singh Deo, es va apoderar de les terres baixes però com a nominal vassall de l'emperador fins al 1748 quan es va declarar feudatari d'Ahmad Shah Durrani que li va cedir Zafarwal i dues parganes més que va afegir als seus dominis. Ranjit Singh Deo va morir el 1773 quan ja dominava tot el districte excepte la ciutat de Sialkot i dependències, que dominava una nissaga paixtu. Després del 1773 la confederació sikh de Bhangi va arrabassar Sialkot als paixtus i va assolar tot el país fins al peu de les muntanyes de Jammu i va repartir el territori entre nombrosos caps sikhs. Aquestos estats foren annexionats pel gran cap sikh Ranjit Singh el 1791 però els principals estats, Pasrur i Sialkot van subsistir algun temps fins que vers 1806 el sardars de Sialkot foren derrotats pel general de Ranjit, diwan Mohkam Chand a Atari i el seu domini annexionat a Lahore; el darrer a ser vençut fou el sardar de Pasrur, estat que fou annexionat el 1807.
El territori va passar als britànics amb la resta del Panjab el 1849. El 1857, durant el motí, l'estació va quedar sense tropes britàniques, enviades a Delhi; els regiments natius es van revoltar i van saquejar el tresor i edificis principals i van obrir la presó; molts europeus foren massacrats. Els rebels van marxar cap a Delhi però foren aniquilats per Nicholson a Trimmu Ghat. Els europeus que s'havien refugiat al fort van ser rescatats quan els amotinats van deixar la ciutat.
El districte fou part de la divisió de Lahore al Panjab. La superfície era de 5.157 km² i estava format per una part del doab de Rechna o Ravi Chenab.
El 1901 hi va haver incidents intercomunals a Shahzada i Sankhatra. En aquest any el districte tenia 7 ciutats i 2.348 pobles. La població en aquestos anys era la següent:
- 1868: 1.004.695
- 1881: 1.012.148
- 1891: 1.119.847
- 1901: 1.083.909

Administrativament estava format per cinc tehsils (Sialkot, Pasrur, Zafarwal, Raya i Daska) amb capitals a Daska, Jamki, Pasrur, Kila Sobha Singh, Zafarwal i Narowal, i les següents estadístiques:
| Tehsil   | Àrea (milles quadrades) | Ciutats | Pobles | Població (1901) | Població per milla quadrada | Variació de població 1891-1901 | Nombre d'analfabets |
| -------- | ----------------------- | ------- | ------ | --------------- | --------------------------- | ------------------------------ | ------------------- |
| Sialkot  | 428                     | 1       | 637    | 312.668         | 730,5                       | +3,2                           | 12.101              |
| Zafarwal | 310                     | 1       | 480    | 178.887         | 577,1                       | -6,3                           | 3.950               |
| Pasrur   | 394                     | 2       | 443    | 193.746         | 491,7                       | -5,0                           | 5.601               |
| Raya     | 485                     | 1       | 456    | 192.440         | 396,8                       | +10,4                          | 5.586               |
| Daska    | 360                     | 2       | 332    | 206.148         | 572,6                       | -0,6                           | 4.103               |
| Total    | 1.991                   | 7       | 2.348  | 1.083.909       | 544,4                       | -3,2                           | 31.341              |

Les ciutats principals eren Sialkot, Daska, Jamki, Pasrur, Kila Sobha Singh, Zafarwal i Narowal que a més eren les set úniques municipalitats del districte. El 66% de la població era musulmana i el 28% hindú; els sikhs no arribaven al 5% tot i que a la ciutat hi havia la capella de Baba Nanak, el primer guru. La llengua habitual era el panjabi; el dialecte dorgi es parlava a la part propera a Jammu i Caixmir. Per castes la més important era la dels jats, seguida de arains, rajputs, khattris, arores, paharis mahajans, bhàties, bramans, tarkhans, kumhars, lobars, mochis, telis, sonars, chuhres, nais, chhimbes, dhobis, maclihis, meghs, batwals, mirasis i changars; hi havia awans i gujars i alguns caixmiris.
El tahsil de Sialkot tenia una superfície de 1.129 km² i una població de 312.688 habitants el 1901. La capital era la mateixa que el districte, Sialkot, amb 57.956 habitants el 1901. Hi havia 637 pobles.
El [1930] els tehsils de Raya, Daska i Pasrur foren dividits i una part agregada al districte de Gujranwala. El 1947 va quedar dins el Pakistan per tenir majoria musulmana excepte el tehsil de Rayya que en part va passar a l'Índia i fou agregat al districte d'Amritsar. El 1991 el tehsil de Narowal, que s'havia format el 1947 al lloc de Zafarwal i de part de Rayya, i el de Shakar Garh o Shankar Garh procedent del districte de Gurdaspur (Panjab (Índia)), foren segregats i van formar el nou districte de Narowal.

## Arqueologia
Hi ha diversos jaciments arqueològics que corresponen a antigues ciutats. El lloc més destacat és el del fort de Sialkot que és d'època premusulmana i hauria estat reconstruït per Shihab a-Din Ghuri (després sultà Muizz al-Din Muhammad 1203-1206) al final del segle xii. Monedes de plata i or s'han trobar periòdicament així com alguns objectes, a llocs diversos. la major part de les monedes corresponen als reis grecobactrians. Excavacions a Sialkot van revelar l'existència de banys amb aigua calenta.